# Funzione sorgente
La funzione sorgente, nota anche in inglese come source function, è un parametro caratteristico delle atmosfere stellari, e in assenza di scattering, descrive il rapporto fra i coefficienti di assorbimento ed emissione. In pratica è una misura di come il gas della stella assorbe e ricrea i fotoni che lo attraversano. In unità del sistema CGS la sua unità di misura è:
erg s−1 cm−3 sr−1
mentre nel Sistema internazionale di unità di misura (SI) diventa: 
W m−2 sr−1 Hz−1

## Formulazione matematica
La formulazione matematica è espressa da:
{\displaystyle S_{\lambda }\ {\stackrel {\mathrm {def} }{=}}\ {\frac {{\varepsilon }_{\lambda }}{\kappa _{\lambda }}}}
dove {\displaystyle {\varepsilon }_{\lambda }} è il coefficiente di emissione, e {\displaystyle \kappa _{\lambda }} quello di assorbimento (detto anche opacità). Inserendo tale relazione nell'equazione del trasporto si ottiene:
{\displaystyle {\frac {dI_{\lambda }}{d{\tau }_{\lambda }}}=-I_{\lambda }+S_{\lambda }}
dove {\displaystyle {\tau }} è la profondità ottica, data da:
{\displaystyle d{\tau }_{\lambda }={\kappa }_{\lambda }\cdot ds}
Con s lunghezza del percorso. Come si vede dai segni, l'intensità tende a diminuire con l'aumentare della profondità ottica e quindi del cammino percorso dal fotone. 
Si noti che in equilibrio termodinamico locale dall'equazione del trasporto si ottiene {\displaystyle {\frac {dI_{\lambda }}{d{\tau }_{\lambda }}}=0}, da cui deriva immediatamente {\displaystyle S_{\lambda }=I_{\lambda }}. Ma all'equilibrio la radiazione emessa I è uguale a quella di un corpo nero, perciò si ha:
{\displaystyle S_{\lambda }=B_{\lambda }(T)}
Insomma all'equilibrio termodinamico la source function è identica all'emissione di un corpo nero, e dipende quindi dalla temperatura T.